# Glischrocaryon behrii
Glischrocaryon behrii — вид цветковых растений рода Glischrocaryon. Многолетнее травянистое растение, встречается на юго-востоке Австралии. 
Вид описал ботаник Дидерих Франц Леонард фон Шлехтендаль в 1847 году. Он назвал его Loudonia behrii. В 1970 году этот вид был перенесён в род Glischrocaryon.